# Æon
Æon Co., Ltd. (яп. イオン株式会社 ион кабусики-гайся), также известная как Aeon — японская компания, входящая в холдинг Æon Group (англ.). Центральный офис находится в городе Тиба. Æon владеет сетью супермаркетов JUSCO. Основана в 1758 году торговцем кимоно Окадой Содзаэмоном (яп. 岡田惣左衛門) под названием «Синохарая», которое в 1887 году Соэмон Окада изменил на «Окадая». Текущее название появилось в 1989 году.

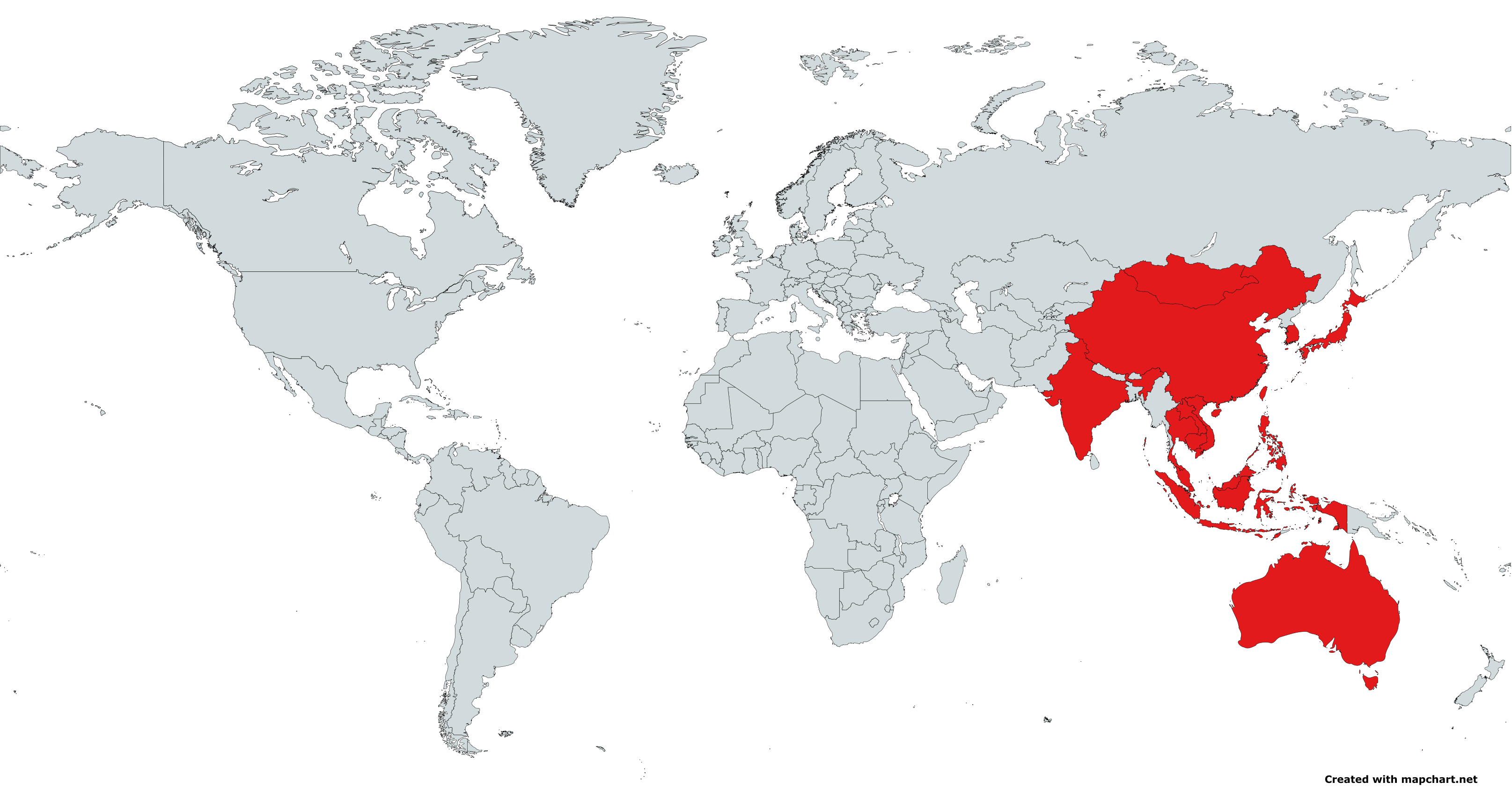
Карта мира, на которой красным выделены страны с магазинами Æon

Æon — крупнейшая азиатская торговая компания. По состоянию на 2023 год в компании работают 570 000 сотрудников в 17 817 магазинах. Включает 129 подразделений, в том числе магазины (например, Ministop), специализированные магазины (Talbots), торговые центры и др.
Имя Æon является транслитерацией греческого слова койне ὁ αἰών (хо айон), от архаичного αἰϝών (айвон). Название и символика, используемые в брендинге, подразумевают вечный характер компании.

## История
Компания была официально зарегистрирована в сентябре 1926 года как Okadaya (основана в 1758 году). В 1970 году Okadaya объединилась с Futagi и Shiro и образовала JUSCO Co., Ltd. Сотрудники проголосовали за название компании Japan United Stores Company. 21 августа 2001 г. компания стала называться AEON Co., Ltd. 21 августа 2008 г. изменилась корпоративная структура. AEON Co., Ltd. стала холдинговой компанией, а AEON Retail Co., Ltd. взяла на себя розничные операции, ранее принадлежавшие AEON Co., Ltd.